# Những bước chân của rồng
"Những bước chân của rồng" là nhạc hiệu chính thức kể từ năm 2022 của các giải bóng đá chuyên nghiệp Việt Nam dưới sự quản lý của Công ty Cổ phần Bóng đá chuyên nghiệp Việt Nam (VPF). Bài nhạc do Hoàng Bách sản xuất, kết hợp cùng SlimV và Vincent Nguyễn, thực hiện từ tháng 6 năm 2021 đến tháng 1 năm 2022. Nó được sử dụng lần đầu tại mùa giải 2022 của Giải bóng đá Vô địch Quốc gia Việt Nam, qua đó đánh dấu lần đầu tiên các giải bóng đá chuyên nghiệp tại Việt Nam có một bài nhạc hiệu chính thức.

## Hoàn cảnh sáng tác
Hoàng Bách
Trong nhiều năm, người hâm mộ bóng đá Việt Nam đã thắc mắc về việc tại sao các giải đấu như UEFA Champions League, FIFA World Cup thường có nhạc hiệu riêng khi các cầu thủ ra sân. Các giải vô địch bóng đá cấp quốc gia ở Anh, Pháp, Đức, Hàn Quốc, Nhật Bản và Thái Lan cũng có nhạc hiệu riêng khi các cầu thủ ra sân, nhưng Giải bóng đá Vô địch Quốc gia Việt Nam lại không có một bài nhạc hiệu như vậy. Trong nhiều mùa giải của Giải bóng đá Vô địch Quốc gia và nhiều giải đấu chuyên nghiệp khác do Công ty Cổ phần Bóng đá chuyên nghiệp Việt Nam tổ chức, nhạc hiệu chính thức khi các cầu thủ khi ra sân là Bài hát FIFA của Liên đoàn Bóng đá Thế giới. Năm 2020, VPF đã mua bản quyền một bản nhạc ra sân với thời hạn 1 năm. Vì thế, họ quyết định đặt hàng nghệ sĩ Hoàng Bách sáng tác một bài nhạc riêng cho Giải bóng đá Vô địch Quốc gia và nhiều giải đấu chuyên nghiệp khác trong nước. Theo Hoàng Bách, anh được các lãnh đạo ở VPF đề nghị nhiều lần, và vì tình yêu bóng đá sẵn có, anh quyết định phải tạo ra một bản nhạc "không chỉ có giá trị cho duy nhất một mùa giải mà nó có thể kéo dài như một thương hiệu của V. League nói riêng và các giải bóng đá chuyên nghiệp Việt Nam".

## Sản xuất
Sau khi nhận lời đặt hàng từ Công ty Cổ phần Bóng đá chuyên nghiệp Việt Nam, nhạc sĩ Hoàng Bách đã lên ý tưởng và hướng phát triển bài hát, sau đó anh liên hệ Vincent Nguyễn và SlimV để tính toán, xây dựng nội dung bản nhạc. Sau khi đắn đo, họ quyết định xây dựng bản nhạc trên nền nhạc giao hưởng phương Tây, đan xen với giai điệu âm nhạc truyền thống của Việt Nam.
Nhạc sĩ Hoàng Bách và các cộng sự của mình đã thực hiện sản xuất bản nhạc từ tháng 6 năm 2021 đến tháng 1 năm 2022. Bản nhạc được thu âm và thực hiện ở 3 quốc gia là Việt Nam, Đức và Hungary, là sự kết hợp sản xuất của Space Speakers cùng hơn 60 nhạc công đến từ các dàn nhạc giao hưởng Budapest Scoring Orchestra và Hanse Haus Studio, kết hợp cùng với tiếng đàn bầu. Ngoài ra, Hoàng Bách và cộng sự còn hợp tác với nhạc trưởng Klaus Genuit, người từng đoạt 2 giải Grammy. Do bản nhạc được thực hiện trong thời gian đại dịch COVID-19 bùng phát ở cả Việt Nam, Đức và Hungary, cho nên anh và cộng sự buộc phải làm việc xuyên suốt cả ngày lẫn đêm một cách liên tục và phải dời các thiết bị về nhà. Đây cũng là sản phẩm âm nhạc tiếp theo nằm trong dự án Bach20, bắt đầu từ năm 2019 của Hoàng Bách. Với "Những bước chân của rồng", Hoàng Bách đã được VPF vinh danh là nhà tài trợ của các giải bóng đá chuyên nghiệp Việt Nam, cũng là nghệ sĩ đầu tiên được vinh danh trong vai trò này.

## Đội ngũ sáng tác
- Giám đốc sản xuất: Hoàng Bách
- Giám đốc âm nhạc: Hoàng Bách
- Nhà sản xuất: Hoàng Bách, SlimV, Vincent Nguyễn
- Sáng tác: SlimV
- Hoà âm, phối khí: SlimV, Vincent Nguyễn
- Phụ trách dàn giao hưởng: Vincent Nguyễn
- Dàn giao hưởng: Budapest Scoring Orchestra
- Nhạc trưởng: Klaus Genuit

## Sử dụng
| “                           | Chưa bao giờ tôi có cảm xúc mạnh như vậy. Chúng tôi hãnh diện khi V. League có bản nhạc riêng, giai điệu hoành tráng, có nhiều tình dân tộc. Thực sự tôi xúc động. | ” |
| — Chủ tịch VPF Trần Anh Tú. | |   |

Bài nhạc "Những bước chân của rồng" được sử dụng lần đầu tiên vào mùa giải 2022 của Giải bóng đá Vô địch Quốc gia Việt Nam, đánh dấu lần đầu tiên bóng đá Việt Nam có một bản nhạc hiệu chính thức, độc quyền dành riêng cho các giải bóng đá chuyên nghiệp.